# Semana Internacional de Cine de Valladolid 2007
La 52.ª edición de la Semana Internacional de Cine de Valladolid se desarrolló en la ciudad de Valladolid entre el 26 de octubre y el 3 de noviembre de 2007.

## Películas
El programa de la 52 edición de la SEMINCI fue presentado el miércoles 10 de octubre por el director del festival Juan Carlos Frugone.

### Sección oficial

#### Largometrajes
En la 52 edición de la Semana Internacional de Cine de Valladolid competirán por la Espiga de Oro diecisiete largometrajes que se proyectarán junto con 5 películas fuera de concurso: Lo bueno de llorar, de Matías Bize, Lo mejor de mí, de Roser Aguilar y La zona, de Rodrigo Plá. Los dos restantes se proyectaran en las galas de inauguración y cluasura: Persépolis, de
Marjane Satrapi y Se, Jie, de Ang Lee respectivamente.

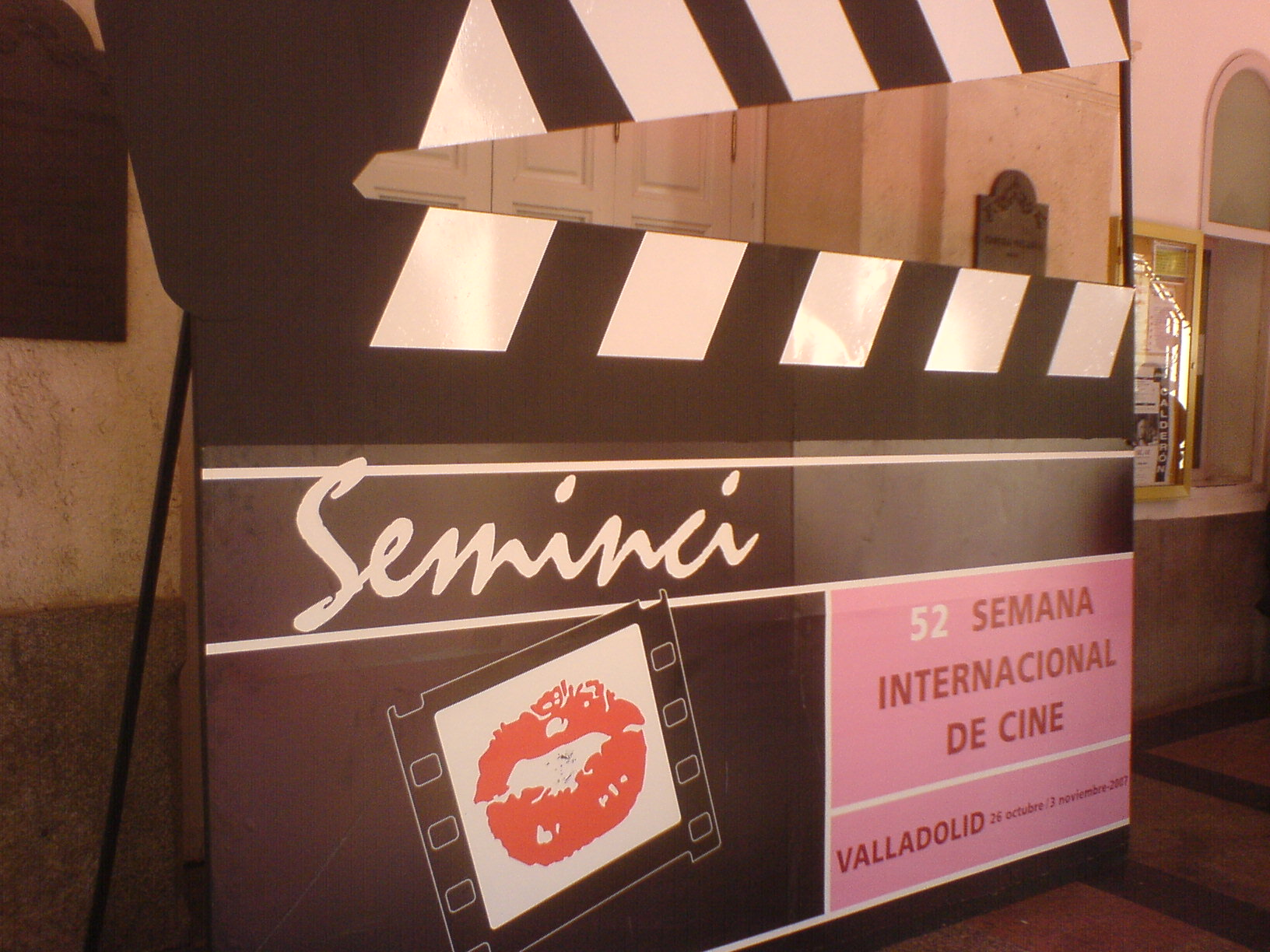
Claqueta de la SEMINCI 2007 en el Teatro Calderón.

- 14 kilómetros, de Gerardo Olivares (España)
- Away from her (Lejos de ella), de Sarah Polley (Canadá)
- Bikur hatizmoret (The Band's Visit), de Eran Kolirin (Israel, Francia)
- Bushi no Ichibun (Love and Honour), de Yôji Yamada (Japón)
- Centochiodi (Cien clavos), de Ermanno Olmi (Italia)
- Ensemble, c'est tout (Juntos, nada más), de Claude Berri (Francia)
- Los falsificadores (Die Fälscher), de Stefan Ruzowitzky (Austria, Alemania)
- Heile Welt (Todas las cosas invisibles), de Jakob M. Erwa (Austria)
- Mogari no mori (El bosque del luto), de Naomi Kawase (Japón, Francia)
- My blueberry nights, de Wong Kar-wai (Hong Kong, China)
- Oviedo Express, de Gonzalo Suárez (España)
- Plac Zbawiciela, (Plaza del Salvador), de Joanna Kos-Krauze y Krzysztof Krauze (Polonia)
- El prado de las estrellas, de Mario Camus (España)
- Razzle Dazzle, de Darren Ashton (Australia)
- Tres de corazones, de Sergio Renán (Argentina)
- Le voyage du ballon rouge (The Flight of the Red Balloon), de Hou Hsiao Hsien (Tailandia, Francia)

### Otras secciones
Junto a la Sección Oficial se desarrollaron las denominadas Punto de Encuentro y 'Tiempo de Historia, que también presentaron trabajos a concurso y cuyos directores, actores y productores se acercaron a Valladolid para hablar de sus obras. En la sección Punto de Encuentro también se incluye la Noche del Corto Español.
Durante esta edición se celebró un ciclo dedicado a Alberto Grimaldi, uno sobre Los diseñadores de vestuario en el cine español, el Cine de juicio y el de Efectos Especiales. 
En esta edición se presentaron asimismo las escuelas de cine de Cataluña, y los alumnos de la promoción de este año de la ECAM (Escuela de Cinematografía y del Audiovisual de la Comunidad de Madrid) presentarán sus proyectos de fin de carrera.

## Jurado
El jurado internacional de la 52 edición encargado de otorgar, entre los trabajos presentados a la Sección Oficial, las Espigas de Oro y de Plata tanto en largometrajes como en cortometrajes está formado por:
- Marta Bianchi. Actriz argentina. Ha llevado a escena obras de autores argentinos y producido diversos espectáculos. Fue la asesora del Ministerio de Desarrollo Humano y Consultora de la Subsecretaría de la Mujer y dirigió la sección La mujer y el cine en el Festival Internacional de Cine de Mar del Plata.

- Toni Cantó. Actor valenciano. En televisión alcanzó su mayor popularidad con Siete Vidas. En teatro le han dirigido Ana Diosdado, José Carlos Plaza, Mario Gas o Ernesto Caballero. En cine ha trabajado a las órdenes de Emilio Martínez Lázaro, Pilar Miró o Pedro Almodóvar.

- Xavier Capellas. Compositor barcelonés. Ha escrito música para películas de Ventura Pons, Montxo Armendáriz, Manuel Gutiérrez Aragón o Mariano Barroso, entre otros. También ha realizado orquestaciones para Alejandro Amenábar.

- Iôna de Macêdo. Nacida en Brasil. Ha trabajado en distintas áreas de la industria en nueve países. En 2001 es nombrada presidente de Columbia Films Producciones Españolas.

- Fernanda Silva. Nacida en Portugal. Ha trabajado en el Festroia (Festival de Cine Internacional de Troia). Actualmente, es la directora del Festival Silva y miembro de la junta directiva de CICAE (Confederación Internacional de Arte y Ensayo). Forma parte de la EFA (European Film Academy).

- Patrick Bauchau. Nacido en Bruselas. Colaboró con Éric Rohmer en los diálogos de La coleccionista (1967), donde también intervino. Abandonó su carrera como actor para diseñar muebles y esculturas con Salvador Dalí. En 1980 volvió a actuar y desde entonces ha trabajado con Robert Kramer, Wim Wenders, Alan Rudolph o David Fincher.

## Palmarés

### Sección oficial

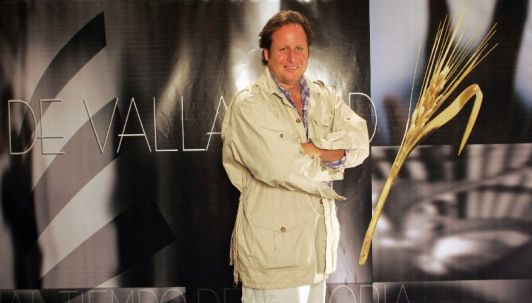
Gerardo Olivares ganador de la Espiga de Oro en la 52 edición de la SEMINCI.

El largometraje español 14 kilómetros, dirigido por Gerardo Olivares, se llevó la Espiga de Oro, máximo galardón del festival.
Plaza del Salvador, de Krzysztof Krauze y Joanna Kos-Krauze consiguió la Espiga de Plata y el premio a la Mejor Actriz para Jowita Budnik.
La israelí The Band's visit logró el premio al Mejor Guion, para Eran Kolirin, quien también se alzó con el Pilar Miró al Mejor Nuevo director.
El premio al Mejor Actor fue para Karl Markovics por dar vida a Salomon Sorowitsch en Los falsificadores.
En los cortometrajes, la Espiga de Oro fue ex aequo para Isabelle au bois dormant, de Claude Cloutier y Juguetelandia, de Mochen Alexander. La de Espiga de Plata fue a parar a Si muero lejos de ti, de Roberto Canales, mientras que Un beso para el mundo recibió el Premio UIP.

### Otras secciones
En lo que se refiere a las otras secciones a concurso. El jurado de Tiempo de Historia dio una mención especial para Made in L.A., de Almudena Cariacedo y Robert Bahar; los dos segundos premios a Entre dos notas, de Florence Strauss y El honor de las injurias, de Carlos García-Alix, y el primer premio a El paraíso de Hafner, de Günter Schawaiger.
La Federación Internacional de la Prensa Cinematográfica (Fipresci) galardonó a Le voyage du ballon rouge, de Hou Hsiao Hsien. En Punto de Encuentro, el público dio el máximo premio a la española Nevando voy, de Maitena Muruzábal y Candela Figueira.
El mejor cortometraje fue Tripas con cebolla, de Marton Szirmai y el reconocimiento a La Noche del Corto Español recayó en Final, de Hugo Martín Cuervo.
Por último, el Premio del Público fue para Juntos, nada más, de Claude Berri, seguida de 14 kilómetros, de Gerardo Olivares, y Los falsificadores.